# NGC 3226
NGC 3226 is een elliptisch sterrenstelsel in het sterrenbeeld Leeuw. Het hemelobject werd op 15 februari 1784 ontdekt door de Duits-Britse astronoom William Herschel.

## Synoniemen
- UGC 5617
- MCG 3-27-15
- ZWG 94.26
- KCPG 234A
- Arp 94
- VV 209
- PGC 30440